# 玄俊赫

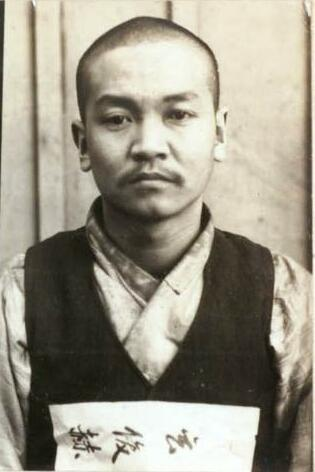
共产党员玄俊赫因参与农民工会事件被捕。照片拍摄于1935年4月24日，地点为钟路警察局。

玄俊赫（현준혁，1906年5月13日—1945年9月3日或9月28日），北韓政治家，國內派人，官至朝鮮勞動黨平安南道委員會委會長，後死於暗殺。

## 生平
玄俊赫早年事跡不詳，只知他畢業於京都帝國大學，後加入南朝鲜劳动党並和朴憲永、曹晚植等人參與抗日運動，雖然他多次抗日被捕，但由於日本政府是依法處辦，因此對生命安危影響不大，出獄後仍是繼續發展共產主義的政治活動。1945年8月二次大戰結束，日本投降，他又與張時雨和金鎔範等人來到北韓成立朝鮮勞動黨平安南道委員會，並當選委員長。然而蘇聯到來後的政經情況，遠不如日本殖民時期，僅一個月後，玄俊赫在完成公務歸途中突然遭到穿著赤衛衣的「不明紅色人員」槍擊死亡。

### 刺殺之謎
由於他的社會主義傾向本土愛國，也不排斥與其他派系建立統一戰線，一般學者相信這場暗殺是由蘇聯和金日成共同策動，目的為清除金日成身邊的政敵，以立服從俄方安排的金日成成為北韓的最高領導人。

## 資料來源
1. ↑  현준혁[永久]
2. 1 2 3  "三代世袭的北朝鲜第一家族" 《北美時報》